# Conectiva

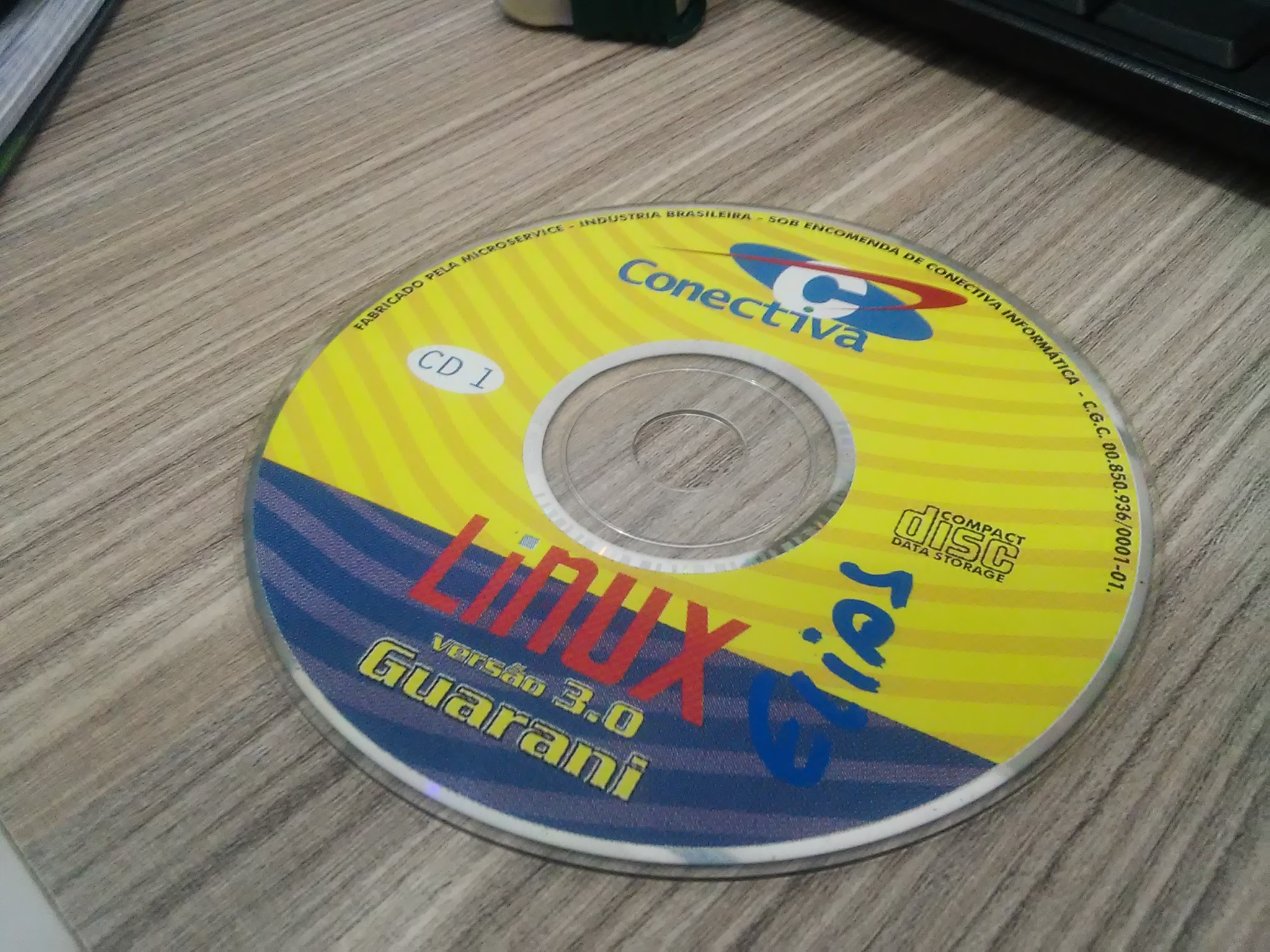
Conectiva Linux 3.0

Conectiva è stata una compagnia privata brasiliana di software fondata il 28 agosto 1995 situata a Curitiba, Paraná, Brasile.
È stata la pioniera nella distribuzione di Linux e della cultura Open Source in portoghese, spagnolo e inglese per tutta l'America Latina. Oltre alla distribuzione GNU Linux personalizzata per il mercato dell'America Latina, Conectiva sviluppava una serie di prodotti e servizi aggiuntivi diretti all'attenzione delle compagnie intenzionate ad adottare software Open Source, quali libri, manuali, software aggiuntivo, programmi OEM e la "Revista do Linux". Inoltre, la compagnia forniva servizi di assistenza, corsi e supporto tecnico nell'intera America Latina.
Conectiva forniva anche sviluppo, personalizzazione e servizi professionali su Internet attraverso il suo team di programmatori di software open source. Il team di sviluppo di Conectiva è stato specializzato, tra le altre cose, nelle seguenti aree: sviluppo del kernel di Linux, driver per dispositivi, XFree86, protocolli di rete, firewalling, clustering, analisi e ottimizzazione delle performance, management dei file system e delle risorse.
Il 24 gennaio 2005 è stato annunciato che MandrakeSoft stava acquistando Conectiva per 1.79 milioni di euro (2.3 milioni di dollari americani). Il 7 aprile 2005 MandrakeSoft annunciò la decisione di cambiare il nome della compagnia in Mandriva e il nome della loro distribuzione in Mandriva Linux, anche se la società brasiliana non avrebbe cambiato il suo nome immediatamente.